# Metastable Impact Electron Spectroscopy
Die Metastable Impact Electron Spectroscopy (MIES) ist eine Methode zur Untersuchung der Oberfläche von Festkörpern.
Bei der MIES werden Helium-Atome, die sich in einem metastabilen elektronischen Zustand befinden, auf eine Oberfläche geschossen. Die Wechselwirkung des Heliums mit der Oberfläche führt zur Emission von Elektronen. Deren Analyse erlaubt Rückschlüsse auf die elektronische Struktur der Oberfläche, etwa die elektronische Zustandsdichte.
MIES ist eine oberflächensensitive Methode, da die Heliumatome nur mit der obersten Lage der Oberfläche wechselwirken, und erfordert den Einsatz eines Ultrahochvakuums.